# Otto Borriss
Otto Borriss (* 30. Dezember 1881 in Stargard; † 10. November 1975 in Schwedt) war ein Lehrer und Heimatforscher.

## Leben
Otto Borriss besuchte das Gymnasium in Stargard und studierte dann am Lehrerseminar Marienburg. 1902 wurde Borriss als Lehrer in Vandsburg eingestellt und lehrte gleichzeitig an der dortigen gewerblichen Fortbildungsschule, deren Leiter er später wurde. Hierfür besuchte er die Meisterschule für Tischler und Stellmacher in Gumbinnen und die Maschinenbauschule in Breslau.
Nach Ende des Ersten Weltkriegs wurde Vandsburg ohne Volksabstimmung dem polnischen Staat zugeordnet. Deshalb ging Otto Borriss nach Schwedt. Er unterrichtete zuerst an der Mädchen-Mittelschule und nach deren Auflösung an der Knabenvolksschule. Von 1924 bis 1928 war Borriss ehrenamtliches Mitglied des Magistrats von Schwedt und war hier für die Parkanlagen, den Friedhof und den Schlachthof zuständig. Gleichzeitig leitete er den Lehrerverein Schwedt und Umgebung.
Nach Ende des Zweiten Weltkriegs war Otto Borriss einer der wenigen Lehrer, die nicht Mitglied der NSDAP gewesen waren. So wurde er mit dem Aufbau des neuen Schulwesens in Schwedt beauftragt. Er bildete Neulehrer aus und konnte schon am 1. Oktober 1945 wieder die erste Schule eröffnen. 1952 schied er nach 50-jähriger Lehrtätigkeit im Alter von 71 Jahren aus dem Schuldienst aus.
Er widmete sich weiterhin der Heimatgeschichte und leitete bis 1975 ehrenamtlich das Schwedter Stadtmuseum.
Die Ehefrau von Otto Borriss starb 1945. Sein Sohn Heinrich wurde als namhafter Botaniker Professor an der Universität in Greifswald.

## Schriften
- Die Gedächtnishalle zu Schwedt. 1928
- Schloss Schwedt. 1930
- Tabakanbau und Tabakhandel 1924-1940. 1940